# Босконо, Мариякарла
Мариякарла Босконо (итал. Mariacarla Boscono; родилась 20 сентября 1980, Рим) — итальянская топ-модель, трижды снималась для календаря Pirelli в 2003, 2004 и 2009 годах.
В модельном бизнесе с 17 лет, была приглашена на кастинг другом семьи. Дебютировала на подиуме в 1997 году в Милане на показах: Alberta Ferretti и Laura Biagiotti. По окончании школы уехала в Нью-Йорк, где подписала контракт с агентством DNA Model Management, произвела большое впечатление на Карла Лагерфельда, в 2001 году впервые фотографируется для обложки журнала Vogue (русское издание). Карьера модели развивается стремительно, и к середине 2000-х годов она входит в верхнюю двадцатку моделей мира.
С 1997 по 2011 год участвует в показах следующих домов мод и модельеров: Chanel, Gucci, Versace, Fendi, Jean Paul Gaultier, Yves Saint Laurent, Missoni, Louis Vuitton, Burberry, Christian Dior, Gianfranco Ferrè, Valentino, Giorgio Armani, Tommy Hilfiger, Celine, Lanvin, Balenciaga, Oscar de la Renta, Kenzo, Ralph Lauren, Alexander McQueen, Paco Rabanne, Zac Posen, Marc Jacobs, Narciso Rodriguez, Roberto Cavalli, Dsquared², D&G, Emanuel Ungaro, Stella McCartney, Givenchy и других.
С 2006 года пробует себя в театре. Среди любимых музыкантов выделяет группы Smashing Pumpkins, Nirvana и Мэрлина Мэнсона. В 2012 году родила дочь.